# 21st Century Fox
Twenty-First Century Fox, Inc., cuyo nombre comercial era 21st Century Fox (21CF), fue una corporación multinacional estadounidense de medios de comunicación con sede en Midtown Manhattan, Nueva York. Fue una de las dos compañías que se formaron a partir de la escisión de los activos de publicación de News Corporation en 2013, fundada por Rupert Murdoch en 1980.
21st Century Fox fue el sucesor legal de News Corporation y se dedicó principalmente a las industrias de cine y televisión. Fue el cuarto conglomerado de medios más grande de los Estados Unidos hasta la adquisición de la mayor parte de propiedades de la compañía (incluyendo activos de entretenimiento, redes de cable y redes internacionales) por The Walt Disney Company. Las otras compañías, la "nueva" News Corporation, tienen los intereses de impresión de Murdoch y otros activos de medios en Australia (ambos propiedad de él y su familia a través de un fideicomiso familiar con 39% de interés en cada uno). Murdoch fue copresidente ejecutivo, mientras que sus hijos Lachlan Murdoch y James Murdoch fueron copresidente ejecutivo y CEO, respectivamente.
Los activos de 21st Century Fox incluían a Fox Entertainment Group, propietarios del estudio de cine 20th Century Fox (nombre de la compañía parcial), la cadena de televisión Fox y una participación mayoritaria en National Geographic Partners, el brazo de medios comerciales de National Geographic Society, entre otros activos. También tuvo importantes operaciones en el extranjero, incluido el destacado operador de canales de televisión indio Star India. La compañía se ubicó en el número 109 en la lista Fortune 500 de 2018 de las mayores corporaciones de los Estados Unidos por ingresos totales.
El 27 de julio de 2018, los accionistas de 21st Century Fox acordaron vender la mayor parte de sus activos a Disney por $ 71.300 millones. La venta cubre la mayoría de los activos de entretenimiento de 21CF, incluidos 20th Century Fox, FX Networks y National Geographic Partners, entre otros. Después de una guerra de ofertas con Fox, Sky plc (un grupo de medios británico en el que Fox tenía una participación) fue adquirido por separado por Comcast, mientras que las redes de deportes regionales FSN de Fox se venderán a terceros para cumplir con las normas antimonopolio. El resto, formado principalmente por las redes Fox y MyNetworkTV, y las operaciones nacionales de noticias y deportes de Fox, se convirtió en un sucesor conocido como Fox Corporation, que comenzó a cotizarse el 19 de marzo de 2019. La adquisición de 21CF por parte de Disney se cerró el 20 de marzo después de que los activos restantes de Fox se dispersaran en las divisiones de The Walt Disney Company.

## Historia

### Formación y antecedentes
21st Century Fox surgió como escisión de News Corporation, siendo la división con las propiedades de entretenimiento y medios. Rupert Murdoch sigue siendo el director general y accionista mayoritario de la nueva compañía. Chase Carey es su Presidente y Director de Operaciones. La Junta Directiva de News Corporation aprobó la escisión del grupo el 24 de mayo de 2013, decisión que fue ratificada por los accionistas el 11 de junio de 2013. La nueva compañía completó la escisión el 28 de junio y formalmente comenzó a cotizar en el NASDAQ el 1 de julio. Los planes para la división se anunciaron originalmente el 28 de junio de 2012, mientras que los detalles adicionales y el nombre de trabajo de la nueva empresa se dio a conocer el 3 de diciembre de 2012.
Murdoch afirmó que esta operación de división de activos "desbloqueará el verdadero valor de las empresas y de sus distintos activos. Además, permitirá a los inversores beneficiarse de las oportunidades estratégicas de forma separada, ya que conllevará una gestión más precisa de cada empresa". Esta operación también se produjo a raíz de una serie de escándalos que dañaron la reputación de News Corporation en el Reino Unido. La división se estructuró de manera que los activos de publicación editorial de News Corporation se incardinaran en News Corp. El resto de activos pertenecen a 21st Century Fox, que sirve como sucesor legal de News Corporation.
Originalmente la compañía fue denominada Fox Group, pero Murdoch rectificó y anunció el 16 de abril de 2013 el nuevo nombre 21st Century Fox para retener el importante patrimonio de 20th Century Fox. Su logotipo fue presentado oficialmente el 9 de mayo de 2013, que ofrece una versión modernizada de los reflectores icónicos de la Fox.
La creación de 21st Century Fox finalizó oficialmente el 28 de junio de 2013. Comenzó a cotizar en el Nasdaq y en la Bolsa de Valores de Australia el 1 de julio de 2013.

### Desarrollo posterior
El 8 de enero de 2014 Rupert Murdoch anunció los planes de la compañía para dejar de cotizar en la Bolsa de Valores de Australia, para cotizar únicamente en el NASDAQ. Cotizar en Australia era un vestigio de la época News Corporation, pero 21 Century Fox tiene muy poca presencia en Australia, a diferencia de News Corp. Murdoch declaró que los cambios, que se espera que se completen en junio de 2014, van encaminados a "simplificar la estructura operativa de 21 Century Fox".
En junio de 2014, 21st Century Fox hizo una oferta para adquirir Time Warner, que también había girado en sus activos editoriales, por 80.000 millones de dólares en efectivo y acciones. El acuerdo, que fue rechazado por el consejo de administración de Time Warner en julio de 2014, ya que también habría implicado la venta de CNN para aliviar los asuntos antimonopolio. El 5 de agosto de 2014, 21st Century Fox anunció que había retirado su oferta por Time Warner. Las acciones de la compañía habían caído abruptamente desde que se anunció la oferta, lo que llevó a los directores a anunciar que 21st Century Fox compraría 6.000 millones de dólares de sus acciones durante los siguientes 12 meses.
El 25 de julio de 2014, 21st Century Fox anunció la venta de Sky Italia y Sky Deutschland a BSkyB por 9.000 millones de dólares, sujeto a la aprobación de los reguladores y de los accionistas. Fox usaría el dinero de la venta, junto con 25 mil millones de dólares que recibió de Goldman Sachs, para intentar otra oferta por Time Warner.
El 9 de septiembre de 2015, 21st Century Fox anunció una empresa conjunta con fines de lucro con la National Geographic Society. La nueva compañía se llamará National Geographic Partners y se hará cargo de todos los medios de comunicación de National Geographic y las operaciones basadas en el consumidor, incluyendo la revista National Geographic y las redes de televisión de National Geographic que ya se ejecutaban como una empresa conjunta con la compañía. 21st Century Fox tiene una participación del 73% en la compañía.

### Venta a Disney
El 14 de diciembre de 2017, después de los rumores sobre una venta, The Walt Disney Company anunció su intención de adquirir 21st Century Fox por 52 400 millones de dólares después de la escisión de ciertos negocios pendientes de aprobación regulatoria. La compra se completó el 20 de marzo de 2019 por 71 300 millones de dólares.
Según los términos del acuerdo, 21st Century Fox se derivará de una entidad que se conoce como "New Fox" (ahora "Fox Corporation") conformada por la Fox Broadcasting Company, Fox News, Fox Business Network y las operaciones nacionales de Fox Sports (como Fox Sports 1, Fox Sports 2 y Big Ten Network, pero excluyendo sus redes deportivas regionales), y Disney adquirirá el resto de 21st Century Fox. Esto incluirá activos de entretenimiento clave como el estudio de cine 20th Century Fox y sus subsidiarias, un 30 % de Hulu (ahora Disney tiene el 60 %) las subsidiarias estadounidenses de televisión de pago FX Networks y National Geographic Partners, y operaciones internacionales como Fox Networks Group International, Star India y Sky plc. La adquisición está destinada principalmente a reforzar dos servicios de contenido OTT: ESPN+ y un servicio planificado de entretenimiento de Disney, Disney+. Disney alquilará el local de 20th Century Fox en Century City, Los Ángeles, por 7 años hasta 2024.

## Operaciones
Las operaciones de 21st Century Fox pueden clasificarse en cuatro grandes segmentos de reporte: programación de redes de cable, televisión, entretenimiento filmado y televisión por satélite de transmisión directa.
Entre las divisiones de la compañía está Twentieth Century Fox Consumer Products, que "otorga licencias y comercializa propiedades en todo el mundo" en nombre de una serie de activos de 21st Century Fox y de terceros.

## Gobierno corporativo
En su formación en 2013, Murdoch es presidente y consejero delegado de la compañía, mientras que Chase Carey tomó los puestos de presidente y director de operaciones. Los cargos de copresidente fueron creados en 2014 y ocupados por Lachlan Murdoch y James Murdoch, respectivamente, ambos hijos de Rupert Murdoch.
El 1 de julio de 2015, Lachlan Murdoch fue elevado a copresidente ejecutivo junto a su padre y James Murdoch reemplazó a su padre como CEO. El ex COO Chase Carey fue nombrado vicepresidente ejecutivo.

## Activos
21st Century Fox se compone principalmente de los medios de comunicación y las propiedades de radiodifusión que eran propiedad de su predecesor, como Fox Entertainment Group, STAR TV, y su participación de 39,14 % en Sky plc. Las propiedades de difusión de News Corporation en Australia, como Foxtel y Fox Sports Australia, siguen formando parte de la recién renombrada News Corp Australia, que se separó con la nueva News Corp y no forma parte de 21st Century Fox.